# Turcinoemacheilus
Genre
Turcinoemacheilus est un genre de poissons téléostéens de la famille des Nemacheilidae et de l'ordre des Cypriniformes. Turcinoemacheilus est un genre de « loches de pierre » originaire d'Asie. Turcinoemacheilus kosswigi Bănărescu & Nalbant, 1964 est l'espèce type du genre.

## Liste des espèces
Selon FishBase (23 juillet 2015) :
- Turcinoemacheilus bahaii Esmaeili, Sayyadzadeh, Özulug, Geiger & Freyhof, 2014[2]
- Turcinoemacheilus hafezi Golzarianpour, Abdoli, Patimar & Freyhof, 2013[3]
- Turcinoemacheilus himalaya Conway, Edds, Shrestha & Mayden, 2011[4]
- Turcinoemacheilus kosswigi Bănărescu & Nalbant, 1964
- Turcinoemacheilus minimus Esmaeili, Sayyadzadeh, Özulug, Geiger & Freyhof, 2014[2]
- Turcinoemacheilus saadii Esmaeili, Sayyadzadeh, Özulug, Geiger & Freyhof, 2014[2]